# Artesia, Kalifornija
Artesia je grad u američkoj saveznoj državi Kalifornija. Prema popisu stanovništva iz 2010. u njemu je živjelo 16,522 stanovnika.